# 天神山横穴墓群
天神山横穴墓群（てんじんやまおうけつぼぐん）は、埼玉県比企郡滑川町にある古墳時代の横穴墓群の遺跡。1991年県の史跡に指定された。谷田にのぞむ標高68.9メートルの天神山南西斜面(標高64~52メートル)に分布している。昭和33年の滑川村総合調査により初めて学術的に認識された。平成元年滑川町教育委員会が行った分布状況確認のレーダー探査により26基の所在が確認された。平成2年県立さきたま資料館により1号、2号横穴墓の発掘と3号横穴墓の閉塞部の確認が行われた。

## 関連事項
- 日本の古墳一覧#埼玉県
- 関東地方の史跡一覧#埼玉県
- 埼玉県の古墳一覧